# Thomas Was Alone
Thomas Was Alone é o primeiro jogo eletrônico publicado e dirigido por Mike Bithell, originalmente lançado em 30 de junho de 2012 para macOS e Microsoft Windows.. Anteriormente, seria distribuído, em ordem progressiva, para os sistemas PlayStation 3, PlayStation Vita, Linux, iOS, Android, Xbox One, PlayStation 4, Wii U, e para o domínio da web da Amazon. Adicionalmente, admitiu um porte para mídia física - exclusivamente nos Estados Unidos -, restrito para o console Playstation 4.